# SN 1966D
SN 1966D – supernowa odkryta 10 czerwca 1966 roku w galaktyce PGC0035882. W momencie odkrycia miała maksymalną jasność 18,00m.